# Mixcoac (métro de Mexico)
Mixcoac est une station de correspondance entre les lignes 7 et 12 du métro de Mexico, dont elle forme le terminal occidental. Elle se situe au sud de Mexico, dans la délégation Benito Juárez.

## La station
La station est ouverte en 1985 sur la ligne 7 puis en 2012 sur la ligne 12.
L'icône de la station représente un serpent, en référence à l'étymologie du nom de la zone (Mixcoac ou Mixcoatl), qui signifie « serpent dans les nuages ».